# اسکای اسپورت ریسینگ
اسکای اسپورت ریسینگ (انگلیسی: Sky Sports Racing) یک شبکه پولی انگلیسی با پخش محتوای‌اختصاصی مسابقه اسب‌دوانی است که با توافق بین بی‌اسکای‌بی و کمپانی آرنا این‌شبکه اقدام به پخش مسابقه اسب‌دوانی بین‌المللی و اروپایی میکند.